# LiveRadio
LiveRadio war ein privates Hörfunkprogramm in Baden-Württemberg und nach eigener Aussage das „erste digitale Eventradio für Baden-Württemberg“. Es wurde in Kooperation der drei regionalen Bereichssender Antenne 1, Radio Regenbogen und Radio 7 produziert, federführend von Radio 7 in Ulm. Regionalstudios befanden sich in Ulm, Stuttgart, Mannheim, Karlsruhe und Freiburg im Breisgau. Die Digitalradio BW wurde erst im Oktober nach Sendestart am Firmensitz der Radio 7 Hörfunk GmbH & Co. KG gegründet, vertreten wurde sie durch die geschäftsführenden Gesellschafter der Kooperationspartner. LiveRadio war jedoch eigenständig als Digitalradio bei der LfK lizenziert.
LiveRadio wurde am 1. Dezember 2014 eingestellt. Stattdessen sind nun die drei Gesellschafter allesamt selbst über DAB zu empfangen.

## Programm
Der Musik-Mix bestand aus aktuellen Hits und Klassikern der 1990er, darunter Musikwünsche und ein Livetitel pro Sendestunde. Das Programm verstand sich als Veranstaltungsradio und war werbefrei. Demnach wollte man die „eventaffine Zielgruppe“ der 20–40-Jährigen ansprechen, eine mobile, vernetzte Generation. Zum redaktionellen Programmteil gehörten Nachrichten, Blitzermeldungen und Livereportagen, sowie Meldungen aus den Bereichen Pop und Rock, Comedy, Kultur, Touristik und Sport in Baden und Schwaben. Es bestanden Kooperationen mit Vertretern der Veranstalterszene. Zum Abendprogramm gehörten zwei wöchentliche Livekonzerte.

## Empfang
Das Programm war über den DAB-Kanal 11B mit 72 kbps der Digital Radio Südwest im Standard DAB+ an elf Standorten in Baden-Württemberg zu empfangen. Außerdem war das Programm über die Homepage des Senders in vier Formaten (für Windows Media Player in zwei unterschiedlichen Bitraten) als Livestream der 24You e.Solutions (fmstreams.de) verfügbar.